# Gloster Nightjar
Nightjar là một loại máy bay tiêm kích trên tàu sân bay của Anh vào đầu thập niên 1920.

## Quốc gia sử dụng
Anh Quốc
- Không quân Hoàng gia

## Tính năng kỹ chiến thuật (Nightjar)
Dữ liệu lấy từ British Naval Aircraft since 1912 
Đặc điểm tổng quát
- Kíp lái: 1
- Chiều dài: 19 ft 2 in (5,84 m)
- Sải cánh: 28 ft 0 in (8,54 m)
- Chiều cao: 9 ft 7 in (2,92 m)
- Diện tích cánh: 270 ft² (25,1 m²)
- Trọng lượng rỗng: 1.765 lb [2] (802 kg)
- Trọng lượng có tải: lb (kg)
- Trọng tải có ích: lb (kg)
- Trọng lượng cất cánh tối đa: 2.165 lb (984 kg)
- Động cơ: 1 × Bentley BR2, 230 hp (172 kW)

 Hiệu suất bay 
- Vận tốc cực đại: 104 knot (120 mph, 193 km/h) trên mực nước biển
- Trần bay: 19.000 ft (5.800 m)
- Tải trên cánh: 8,01 lb/ft² (39,2 kg/m²)
- Công suất/trọng lượng: 0,11 hp/lb (170 W/kg)
- Thời gian bay: 2 giờ

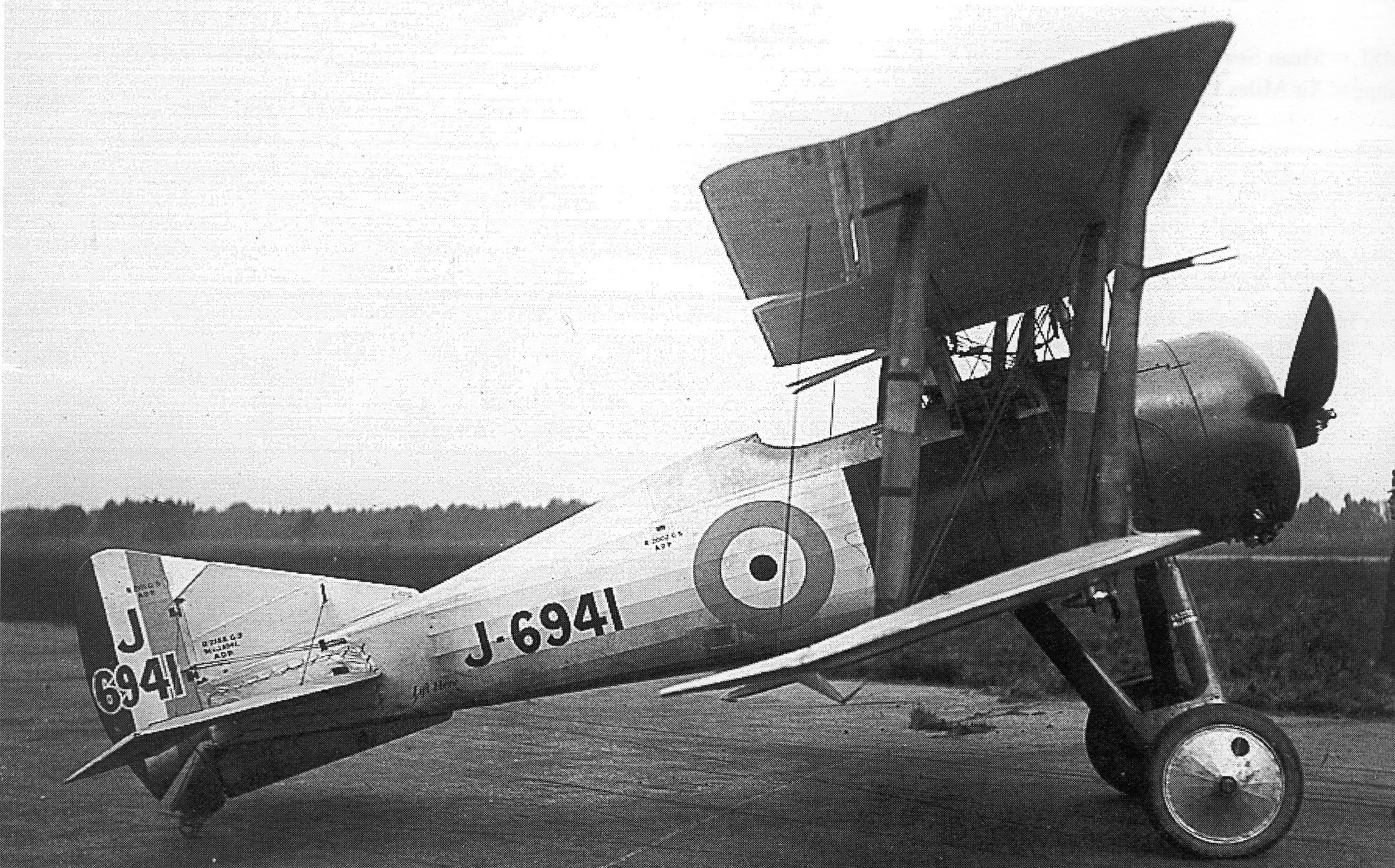
Production Nightjar without armament

- Leo lên độ cao 15.000 ft (4.600 m): 20 ơhuts

Trang bị vũ khí

- 2 Súng máy Vickers .303 in